# اداگال (سیریناواسپور)
اداگال (سیریناواسپور) (به انگلیسی: Addagal (Srinivaspur)) در هند است که در کارناتاکا واقع شده‌است.